# Olympische Sommerspiele 2016/Teilnehmer (Saudi-Arabien)
| Gelbes Symbol für Goldmedaillen mit stilisierten Olympischen Ringen | Graues Symbol für Silbermedaillen mit stilisierten Olympischen Ringen | Braundes Symbol für Bronzemedaillen mit stilisierten Olympischen Ringen |
| ------------------------------------------------------------------- | --------------------------------------------------------------------- | ----------------------------------------------------------------------- |
| —                                                                   | —                                                                     | —                                                                       |

Saudi-Arabien nahm an den Olympischen Spielen 2016 in Rio de Janeiro teil. Es war die insgesamt elfte Teilnahme an den Olympischen Sommerspielen. Das Saudi-Arabische Olympische Komitee nominierte zwölf Athleten in fünf Sportarten. Der Fahnenträger bei der Eröffnungsfeier war Sulaiman Hamad.

## Teilnehmer nach Sportarten

### Fechten
| Athleten       | Wettbewerb     | 1. Runde    | 1. Runde | 2. Runde      | 2. Runde      | Achtelfinale  | Achtelfinale  | Viertelfinale | Viertelfinale | Halbfinale / Klassifikation | Halbfinale / Klassifikation | Finale / Platzierung | Finale / Platzierung | Rang          |
| Athleten       | Wettbewerb     | Gegner      | Ergebnis | Gegner        | Ergebnis      | Gegner        | Ergebnis      | Gegner        | Ergebnis      | Gegner                      | Ergebnis                    | Gegner               | Ergebnis             | Rang          |
| -------------- | -------------- | ----------- | -------- | ------------- | ------------- | ------------- | ------------- | ------------- | ------------- | --------------------------- | --------------------------- | -------------------- | -------------------- | ------------- |
| Frauen         |                |             |          |               |               |               |               |               |               |                             |                             |                      |                      |               |
| Lubna Al-Omair | Florett Einzel | Taís Rochel | 0:15     | ausgeschieden | ausgeschieden | ausgeschieden | ausgeschieden | ausgeschieden | ausgeschieden | ausgeschieden               | ausgeschieden               | ausgeschieden        | ausgeschieden        | ausgeschieden |

### Gewichtheben
| Athleten           | Wettbewerb       | Reißen  | Reißen | Stoßen  | Stoßen | Zweikampf | Zweikampf | Rang |
| Athleten           | Wettbewerb       | Gewicht | Rang   | Gewicht | Rang   | Gewicht   | Rang      | Rang |
| ------------------ | ---------------- | ------- | ------ | ------- | ------ | --------- | --------- | ---- |
| Männer             |                  |         |        |         |        |           |           |      |
| Mohsen Al Duhaylib | Klasse bis 69 kg | 135 kg  | 20     | 162 kg  | 17     | 297 kg    | 17        | 17   |

### Judo
| Athleten       | Wettbewerb | 1. Runde       | 1. Runde | 2. Runde      | 2. Runde      | Viertelfinale | Viertelfinale | Halbfinale / Trostrunde | Halbfinale / Trostrunde | Finale / Platz 3 | Finale / Platz 3 | Rang          |
| Athleten       | Wettbewerb | Gegner         | Ergebnis | Gegner        | Ergebnis      | Gegner        | Ergebnis      | Gegner                  | Ergebnis                | Gegner           | Ergebnis         | Rang          |
| -------------- | ---------- | -------------- | -------- | ------------- | ------------- | ------------- | ------------- | ----------------------- | ----------------------- | ---------------- | ---------------- | ------------- |
| Frauen         |            |                |          |               |               |               |               |                         |                         |                  |                  |               |
| Joud Fahmy     | bis 52 kg  | C. Legentil    | 000:100  | ausgeschieden | ausgeschieden | ausgeschieden | ausgeschieden | ausgeschieden           | ausgeschieden           | ausgeschieden    | ausgeschieden    | ausgeschieden |
| Männer         |            |                |          |               |               |               |               |                         |                         |                  |                  |               |
| Sulaiman Hamad | bis 66 kg  | D. Tömörchüleg | 000:100  | ausgeschieden | ausgeschieden | ausgeschieden | ausgeschieden | ausgeschieden           | ausgeschieden           | ausgeschieden    | ausgeschieden    | ausgeschieden |

### Leichtathletik
Laufen und Gehen 
| Athleten                | Wettbewerb | Runde 1      | Runde 1 | Halbfinale    | Halbfinale    | Finale        | Finale        | Rang |
| Athleten                | Wettbewerb | Zeit         | Rang    | Zeit          | Rang          | Zeit          | Rang          | Rang |
| ----------------------- | ---------- | ------------ | ------- | ------------- | ------------- | ------------- | ------------- | ---- |
| Frauen                  |            |              |         |               |               |               |               |      |
| Kariman Abuljadayel     | 100 m      | 14,61 s      | 79      | ausgeschieden | ausgeschieden | ausgeschieden | ausgeschieden | 79   |
| Sarah Attar             | Marathon   | –            | –       | –             | –             | 3:16:11 h     | 132           | 132  |
| Männer                  |            |              |         |               |               |               |               |      |
| Abdullah Abkar Mohammed | 100 m      | 10,26 s      | 34      | ausgeschieden | ausgeschieden | ausgeschieden | ausgeschieden | 34   |
| Tariq Ahmed al-Amri     | 5000 m     | 14:26,90 min | 43      | –             | –             | ausgeschieden | ausgeschieden | 43   |
| Moukhled al-Outaibi     | 5000 m     | 14:18,48 min | 41      | –             | –             | ausgeschieden | ausgeschieden | 41   |

 Springen und Werfen 
| Athleten                  | Wettbewerb | Qualifikation | Qualifikation | Finale        | Finale        | Rang |
| Athleten                  | Wettbewerb | Weite/Höhe    | Rang          | Weite/Höhe    | Rang          | Rang |
| ------------------------- | ---------- | ------------- | ------------- | ------------- | ------------- | ---- |
| Männer                    |            |               |               |               |               |      |
| Sultan Mubarak al-Dawoodi | Diskuswurf | 54,34 m       | 33            | ausgeschieden | ausgeschieden | 33   |

### Schießen
| Athleten         | Wettbewerb             | Qualifikation   | Qualifikation | Finale          | Finale        | Ringe/ Scheiben | Rang |
| Athleten         | Wettbewerb             | Ringe/ Scheiben | Rang          | Ringe/ Scheiben | Rang          | Ringe/ Scheiben | Rang |
| ---------------- | ---------------------- | --------------- | ------------- | --------------- | ------------- | --------------- | ---- |
| Männer           |                        |                 |               |                 |               |                 |      |
| Atallah Al-Anazi | Luftpistole 10 Meter   | 573             | 32            | ausgeschieden   | ausgeschieden | 573             | 32   |
| Atallah Al-Anazi | Freie Pistole 50 Meter | 550             | 20            | ausgeschieden   | ausgeschieden | 550             | 20   |